# Metschnikowia cerradonensis
Metschnikowia cerradonensis är en svampart som beskrevs av C.A. Rosa, Lachance & P.B. Morais 2007. Metschnikowia cerradonensis ingår i släktet Metschnikowia och familjen Metschnikowiaceae.   Inga underarter finns listade i Catalogue of Life.